# Лунный камень
Лунный камень (адуля́р) — относительно редкий минерал группы калиевых полевых шпатов, разновидность низкотемпературного ортоклаза. 

## Описание
Название дано за сияющие голубые переливы (иризацию), причиной которых является тонкопластинчатое строение минерала. Название «адуляр» происходит от гор Адула в Швейцарии, где были впервые найдены кристаллы этого камня.
В лунном камне иногда возникает эффект «кошачьего глаза». Минерал хрупкий, очень чувствителен к ударам и сжатию. Кристаллы призматические, столбчатые или таблитчатые. Плеохроизм отсутствует. Спектр поглощения не интерпретируется. Люминесценция слабая голубоватая.
Лунный камень по неопытности иногда можно спутать с халцедоном или синтетической шпинелью.
В торговой сети под этим названием очень часто встречаются имитации из матового иризирующего стекла. «Лунным» отливом могут обладать также альбит, олигоклаз, микроклин и ряд других минералов.
Ценится коллекционерами. Применяется как недорогой поделочный (полудрагоценный) камень, шлифуется кабошоном или в виде плоских вставок.
Лунный камень является драгоценным камнем штата Флорида, несмотря на то, что не встречается в естественных условиях на территории штата. Он был выбран в 1970 году в ознаменование высадки с корабля на Луну, который взлетел из Космического центра Кеннеди.

## Месторождения
Адуляр типичен для богатых кварцевых жил альпийского типа, встречается в пегматитах, рудных жилах. Наиболее известное месторождение находится в Шри-Ланке, другие — в Австралии, Бирме, Бразилии, Индии, на Мадагаскаре, в Танзании, США (Пенсильвания, Виргиния).
В России добывают лунные камни с голубой, перламутровой и серебристой иризацией. Встречается лунный камень с голубой и серебристой иризацией на Южном Урале и в Прибайкалье.

## Упоминания камня в литературе и народных поверьях
- Несмотря на название романа Уилки Коллинза «Лунный камень», речь в данном произведении идёт о жёлтом алмазе[2].
- В стихотворении «Подвиг» английского писателя Джона Донна[3].